# Letheobia debilis
Rhinotyphlops debilis là một loài rắn trong họ Typhlopidae. Loài này được Joger mô tả khoa học đầu tiên năm 1990.